# تمي الأمديد
تمي الأمديد مدينة مصرية وعاصمة مركز تمي الأمديد في محافظة الدقهلية. يقع بالقرب من المدينة تلي التيماي والربع الأثريين. يتبع المدينة 6 وحدات قروية بإجمالي 20 قرية تابعة. بالمدينة مقام يزعم أنه للصحابي عبد الله بن سلام، وقصر للثقافة.

## التسمية
اسم تيماي (تمي) مشتق من الكلمة القبطية (ⲑⲙⲟⲩ tmoui) والتي تعني "جزيرة" وهي كلمة شائعة في أسماء الأماكن القبطية. الكلمة القبطية هي بدورها اختصار للكلمة الديموطيقية (tꜣ-mꜣw.tn-pr-bꜣ-nb-ḏd.t) والتي تعني "جزيرة مندس". أما الجزء الجزء الثاني من الاسم أمديد (تاريخيًا منديد أو مندادي) فيأتي من القبطية (ⲡϭⲓⲙⲉⲛⲧⲏϯ) وهو اسم جغرافي مركب الجزء الأول منه هو ϭⲓⲏ ويعني "الحدود أو الحافة" والثاني كلمة (pr-bꜣ-nb-ḏd.t) "معبد برج الحمل لرب جدت" وهو أيضًا مصدر الكلمة اليونانية القديمة منديس (Μενδης).

## التاريخ
كانت منديس (تل الربع) عاصمة للمقاطعة الرابعة عشر الفرعونية (حات محيت، نهاية السمك) التي كانت تعبد خنوم، أو كانت على اختلاف قاعدة المقاطعة السادسة عشر. ذكر هيرودوت عن ثيمويس أنها كانت قاعدة للمقاطعة التي كانت باسمها والتي كانت من مقاطعات المحاربين الذين لا يمتهنون أي حرفة سوى الجندية. برزت أسقفية ثيمويس في القرن الرابع الميلادي.
وقت الفتح الإسلامي لمصر كان اسم المدينة تاموي (بالإنجليزية: Thmoui)‏ وثم تحولت مع الوقت منديس إلى المنديد وتاموي إلى تمي، كانت تمى قاعدة الكورة التي على اسمها في عهد الكور الصغرى في عهد الدولة الفاطمية. وردتا باسم تمي والمنديد في أعمال الشرقية ضمن قرى الروك الصلاحي التي أحصاها ابن مماتي في كتاب قوانين الدواوين، اضمحل شأن المنديد وضم زمامها إلى تمي فوردت باسم تمي والمنديد في أعمال الشرقية ضمن قرى الروك الناصري التي أحصاها ابن الجيعان في كتاب «التحفة السنية بأسماء البلاد المصرية».
كان اسمها في تربيع سنة 933هـ/1527م الذي أجراه الوالي العثماني سليمان باشا الخادم في عصر السلطان العثماني سليمان القانوني تمي الأمديد وفي تاريخ 1228هـ/1813م الذي عدّ قرى مصر بعد المسح الذي قام به محمد علي باشا باسم تمي الإمديد. فصل عنها كفر محمد التمساح سنة 1279 هـ ثم أعيد إليها سنة 1903 لتسمى تمى الإمديد وكفر محمد التمساح ولتظل على ذلك حتى تعداد 1960 الذي أزليت فيه إضافة كفر محمد التمساح. أصلها من توابع مركز السنبلاوين ثم أصبحت مدينة بمركز مستقل في تعداد 2006.

## الآثار
عثر في التلين على سبع مجموعات من الأواني الفخارية وسبعة مسارج (مصابيح) من الفخار و4 تمائم لأوزيريس و3 أخرى لحورس الطفل وتميمتان لإيزيس وعدد من التماثيل وأدوات الزينة و19 تمثال أوشبتي وعدد كبير من العملات الفضية البطلمية.

## السكان
بلغ عدد سكان المدينة 20,822 نسمة في تقدير يوليو 2024 منهم 10,383 ذكر و10,439 أنثى.
| السنة | عدد السكان | السنة | عدد السكان |
| ----- | ---------- | ----- | ---------- |
| 1882  | 1338       | 1986  | 9511       |
| 1897  | 2007       | 1996  | 11,761     |
| 1927  | 3288       | 2006  | 13,915     |
| 1947  | 4360       | 2017  | 17,820     |
| 1960  | 5796       | 2024  | 20,822     |
| 1976  | 7640       |       |            |

## الاقتصاد
تعتمد مدينة تمي الأمديد بشكل أساسي على النشاط الزراعي فتنتج المدينة العديد من المحاصيل الزراعية كما تنتشر فيها العديد من المصانع الصغيرة. تنشئ بها حاليًا مدينة صناعية على 18 فدان في المنطقة الأثرية وستبدأ بأربعة فدادين انتهى التنقيب فيهم.